# Elizabeth Smart-Gilmour

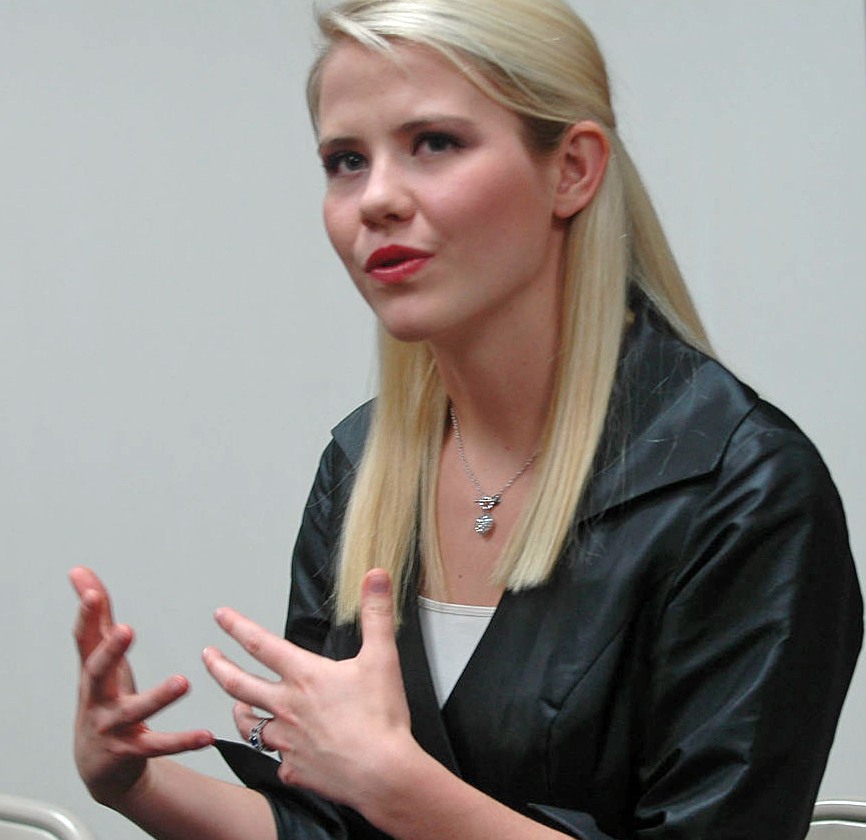
Elizabeth Smart spricht über die Bewältigung von Trauma

Elizabeth Ann Smart-Gilmour (* 3. November 1987 in Salt Lake City als Elizabeth Smart) ist eine Aktivistin gegen Kindesmissbrauch und für Entführungsopfer, Präsidentin der Elizabeth Smart Foundation und eine Korrespondentin für ABC News. Große nationale Bekanntheit bekam sie durch ihre Entführung im Jahre 2002 im Alter von 14 Jahren.

## Entführung
Smart wurde 2002 aus ihrem Elternhaus in Salt Lake City im US-Bundesstaat Utah entführt und 2003 nach neun Monaten in Sandy im Salt Lake County entdeckt. Die Polizei verhaftete die beiden Entführer und rettete das Mädchen.

## Aktivismus

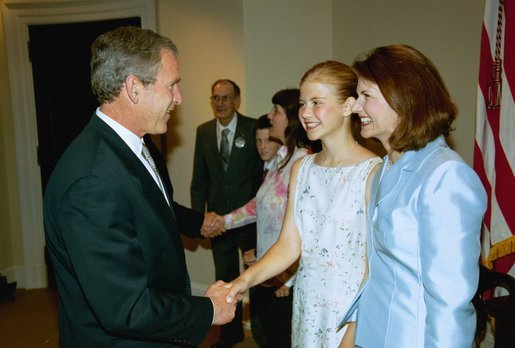
Elizabeth Smart mit ihrer Mutter und George W. Bush bei der Unterzeichnung des PROTECT Act of 2003

Elizabeth Smart-Gilmour unterstützte die Erweiterung des PROTECT Act durch Vorträge vor dem Kongress der Vereinigten Staaten. Dazu gehörten die Errichtung des AMBER Alert Systems und die Unterzeichnung des Adam Walsh Child Protection and Safety Act 2006. Sie schrieb darüber hinaus einen Beitrag für das Buch You’re Not Alone – The Journey from Abduction to Empowerment, welches neben ihrem noch Beiträge von vier anderen Opfern von Kindesentführung enthält. Dieses Buch soll anderen Opfern eine Stütze bei der Bewältigung ihres Traumas sein und helfen, den Weg zurück in ein erfülltes Leben zu erleichtern. Sie stellte das Buch 2008 in Washington D.C. vor. Sie sprach 2009 auf der Women’s Conference in Kalifornien, organisiert von Maria Shriver, darüber, Hindernisse im Leben zu überwinden.
Elizabeth Smart-Gilmour gründete 2011 die Elizabeth Smart Foundation unter dem Motto „Hoffnung bringen und Viktimisierung stoppen“ (Bringing Hope & Stopping Victimization). Die Stiftung arbeitet unter anderem mit der Operation Underground Railroad (O.U.R) zusammen um Kinder als dem Kinderhandel weltweit zu retten. Des Weiteren hat sie sich zum Ziel gesetzt, die Internet Crimes Against Children Task Force zu unterstützen und Kinder über Gewalt- und Sexualverbrechen zu unterrichten. Die Stiftung arbeitet auch mit radKIDS zusammen, welches ein nationales Programm in den USA ist mit dem Ziel, Kindern beizubringen, sich gegen Entführungen und Sexualverbrechen zu wehren durch Sicherheitshinweise, Aufbau des Selbstbewusstseins und Selbstverteidigung.
Am 1. Mai 2013 sprach Smart auf einer Konferenz in der Johns Hopkins University zum Thema Menschenhandel und darüber, wie wichtig es ist, Kinder beizubringen, sich zu wehren, und ihr Selbstwertgefühl zu stärken, um Straftaten zu verhindern. In diesem Zusammenhang kritisierte sie die Fokussierung einiger Bundesstaaten auf reine Abstinenz im Sexualkundeunterricht. Dies hätte zur Folge, dass Opfer verwirrt über die Taten sind und sich nicht wehren, da sie denken, dass sie durch die Tat wertlos „wie ein durchgekauter Kaugummi“ sind.
Im Februar 2014 setzte sich Smart durch eine Rede im Repräsentantenhaus von Utah für die Gesetzesvorlage HB 286 ein, welche einen Vorschlag für die Einführung eines nicht-obligatorischen Lehrplans für Training zur Prävention von Kindesmissbrauch darstellte. Nach ihrer Rede wurde der Gesetzesentwurf einstimmig angenommen. In diesem Zusammenhang zitierte Elizabeth eine Statistik, nach der 80 % der Kinder, die sich bei einem Angriff wehren, dem Täter entkommen, um klarzumachen, wie wichtig es ist, Selbstverteidigung zu lehren. Dies in der Schule zu tun, sei wichtig, da Eltern oft nicht wissen, wie sie mit ihren Kindern über diese Themen reden sollen.

## Journalismus
Seit 2011 ist Elizabeth Smart Kommentatorin für den Nachrichtensender ABC News im Bereich vermisster Personen. Sie trägt dabei zu den Sendungen Good Morning America und Nightline bei.

## In den Medien
2003 veröffentlichte Elizabeths Vater Ed Smart ein Buch über ihre Entführung mit dem Titel Bringing Elizabeth Home. Nach diesem Buch produzierte CBS einen Fernsehfilm über die Entführung. 2005 veröffentlichte ihr Onkel Tom Smart zusammen mit dem Autor Lee Banson das Buch In Plain Sight: The Startling Truth Behind the Elizabeth Smart Investigation über die zermürbende Suche nach Elizabeth.
Für das Buch The Gift of Forgiveness: Inspiring Stories from Those Who Have Overcome the Unforgivable (2020) interviewte Katherine Schwarzenegger Pratt Smart-Gilmour und weitere Personen, die schwere Schicksalsschläge zu überwinden hatten.

## Veröffentlichungen
Im Oktober 2013 veröffentlichte Elizabeth Smart ihr 308 Seiten umfassendes Memoir My Story zusammen mit dem Autor Chris Stewart. Das Buch beschreibt die Entführung und die Gründung der Elizabeth Smart Foundation und versucht das allgemeine Bewusstsein für Entführungen zu vergrößern.

## Auszeichnungen
Elizabeth Smart erhielt 2011 den Diane von Furstenberg Courage Award für ihren Einsatz gegen Kindesentführungen.